# Auscultación (ingeniería)

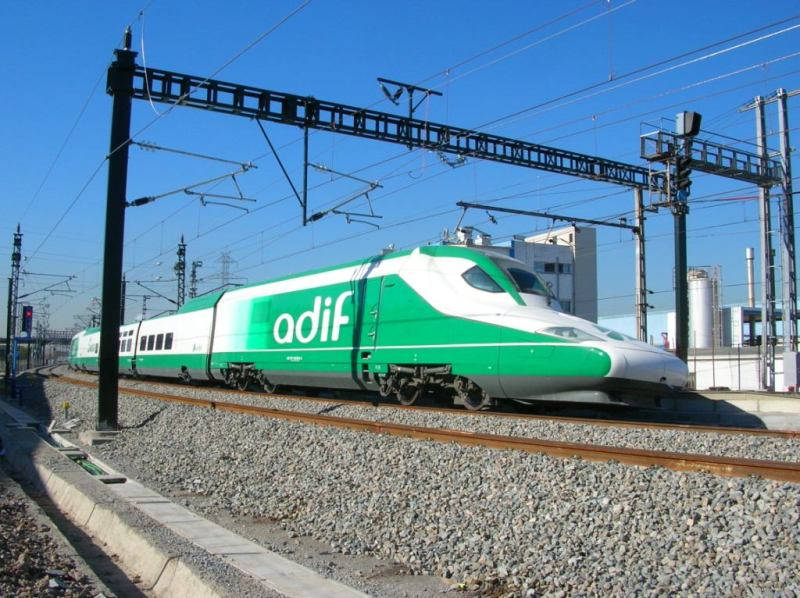
Tren serie 330 en labores de auscultación en la línea de alta velocidad Madrid-Zaragoza-Barcelona-Frontera Francesa.

La auscultación es el procedimiento por el cual se evalúa en qué condiciones se encuentra una infraestructura, cuando está en uso o en condiciones de estarlo, y sin interferir demasiado con los usuarios normales de la infraestructura. Es un procedimiento habitual en grandes obras de ingeniería, como presas, puentes, vías de ferrocarril y en aviación.

## Ferrocarril
La auscultación de las líneas de ferrocarril se realiza de manera periódica en todas las líneas, más frecuentemente en líneas de alta velocidad, o cuando se detecta un problema. La auscultación se realiza a través de trenes auscultadores o vagones auscultadores acoplados a trenes convencionales, que son capaces de medir los parámetros de la infraestructura mientras circulan por ella.
Los valores que puede medir un vagón auscultador son varios y pueden variar de uno a otro: aceleración vertical, aceleración horizontal, pendiente, tensión de la catenaria, altura de la catenaria, funcionamiento de las balizas, etc. Los valores son medidos para marcar aquellos que se salgan de lo establecido como parámetros normales. En aquellos puntos en los que la vía está fuera de rango, se repara la infraestructura para devolverla a su estado original y se vuelve a auscultar para ver si la solución adoptada es correcta.

## Presas
La auscultación en presas es continua durante toda la vida de la presa. A lo largo de ella se colocan diferentes instrumentos de medida que funcionan todo el tiempo, y que los responsables de la presa consultan periódicamente. Estos aparatos miden diferentes valores, como la apertura de las juntas, la inclinación o la presencia de gas radón. Los técnicos deciden en cada momento hasta qué punto puede llenarse la presa según los datos que obtienen de la auscultación.

## Taludes
Mediante la auscultación de taludes se controlan las variables:
- Movimientos superficiales y apertura de grietas
- Movimientos interiores del terreno
- Medida de las presiones intersticiales

## Vialidad
Mediante las auscultaciones y prospecciones de los caminos interurbanos, carreteras, entre otros; se puede llegan llegar a conocer distintos parámetros como:
- Iri (Índice de regularidad internacional)
- Deflexión
- Micro y macrotextura
- Resistencia al deslizamiento

Entre otros.